# 1748
1748 (MDCCXLVIII) fue un año bisiesto comenzado en lunes en el calendario gregoriano.

## Acontecimientos

### Marzo
- 10 de marzo: En la costa de Irlanda, fruto de una tormenta, comienza la conversión espiritual de John Newton.
- 23 de marzo
  - Un terremoto convierte en un montón de escombros el castillo de Montesa (Valencia), sede de la orden militar de este nombre.
  - Se estrena la obra Alexander Balus, de Händel.
- 23 de marzo y 2 de abril: Terremoto de Montesa (Valencia, España).

### Abril
- 14 de abril: Argentina: el español Rafael de Aguiar funda San Nicolás de los Arroyos (provincia de Buenos Aires).

### Julio
- 12 de julio: Terremoto en Santa Fe de Bogotá (Virreinato de la Nueva Granada).

### Octubre
- 18 de octubre: Francia: el tratado de Aquisgrán pone fin a la guerra de sucesión austriaca.

## Ciencia y tecnología
- David Hume -Investigación sobre el conocimiento humano.
- Montesquieu - El espíritu de las leyes.
- Jeremy Bentham - Funda el utilitarismo: Doctrina ética.

## Música
- Georg Friderich Haendel - Salomón. (Compositor alemán. 1685-1759).

## Nacimientos
- 6 de febrero: Adam Weishaupt, teólogo alemán (f. 1830)
- 12 de abril: Antoine Laurent de Jussieu, médico y botánico francés (f. 1836)
- 7 de mayo: Olympe de Gouges, escritora francesa (f. 1793)
- 10 de mayo: Louis Pierre Vieillot, ornitólogo francés (f. 1831)
- 18 de agosto: Pierre Sonnerat, botánico y explorador francés (f. 1814)
- 31 de octubre: José Iglesias de la Casa, poeta español (f. 1791)

## Fallecimientos
- 11 de enero: Johann Bernoulli, matemático, médico y filólogo suizo.
- 11 de junio: Felice Torelli, pintor italiano (n. 1667)
- 12 de septiembre: Anne Bracegirdle, actriz inglesa.